# Cabanac-Séguenville
Cabanac-Séguenville település Franciaországban, Haute-Garonne megyében. Lakosainak száma 187 fő (2022. január 1.). Cabanac-Séguenville Gariès, Le Causé, Brignemont és Lagraulet-Saint-Nicolas községekkel határos.

## Népesség
A település népességének változása:
| Lakosok száma | 126  | 122  | 118  | 151  | 161  | 161  | 170  | 180  | 179  | 187  |
|               | 1968 | 1982 | 1990 | 2006 | 2013 | 2015 | 2017 | 2019 | 2020 | 2022 |